# VW EA288
VW EA288 (EA = „Entwicklungsauftrag“) oder auch modularer Dieselbaukasten (MDB) bezeichnet eine Dieselmotoren-Baureihe der Volkswagen AG mit drei und vier Zylindern. Die Motorengeneration mit Common-Rail-Einspritzung wird seit 2012 in verschiedenen Fahrzeugtypen des Volkswagen-Konzerns verwendet und ist Nachfolger der Baureihe VW EA189.

## Konstruktion
Die Motoren sind als Reihenmotoren konstruiert. Der Motorblock der Dreizylinder wird aus der Aluminiumlegierung AlSi9Cu3 gefertigt, wohingegen der Motorblock der Vierzylinder aus Gusseisen (GJL-250) besteht. Die Variante mit 2,0 Liter Hubraum gibt es zum Ausgleich der freien Massekräfte zweiter Ordnung auch mit Ausgleichswellen.
Wie die Vorgänger sind die Motoren mit vier Ventilen pro Zylinder ausgeführt. Die beiden obenliegenden Nockenwellen (DOHC-Ventilsteuerung) werden von einem Zahnriemen angetrieben, der auf die Lebensdauer des Motors ausgelegt ist.
Der Motor hat eine Wasserkühlung. Sie ist in mehrere Kreisläufe unterteilt, um den Warmlauf zu beschleunigen. Bei dem von einer elektrischen Kühlmittelpumpe angetriebenen sogenannten Mikrokreislauf durchströmt das Kühlmittel den Zylinderkopf, den Kühler der Abgasrückführung (AGR) sowie den Heizungswärmetauscher. Erst bei steigendem Kühlbedarf wird die mechanische Kühlmittelpumpe aktiviert und das Kühlmittel durchströmt auch den Motorblock. Bei Erreichen der Betriebstemperatur öffnet das Thermostat und das Kühlmittel fließt durch den Wasserkühler, wo es durch den Fahrtwind und ggf. das Lüftergebläse abgekühlt wird. Außerdem gibt es noch einen davon unabhängigen Niedertemperatur-Kreislauf für die indirekte Ladeluftkühlung, der ebenfalls von einer elektrischen Pumpe angetrieben wird.
Alle Motoren verfügen über einen Oxidationskatalysator und einen Dieselpartikelfilter. Bei Motorversionen mit der Abgasnorm Euro 6 kommt zusätzlich, je nach Fahrzeugmodell, entweder ein NOx-Speicherkatalysator oder eine SCR-Anlage zum Einsatz.

## Versionen

### Dreizylinder
| Kürzel  | Hubraum  | Aufladung  | Leistung kW (PS)     | Audi  | SEAT              | Škoda                   | VW     |
| ------- | -------- | ---------- | -------------------- | ----- | ----------------- | ----------------------- | ------ |
| 1.4 TDI | 1422 cm³ | Turbolader | 55 (75) bis 77 (105) | A1 8X | Ibiza, Toledo IV, | Fabia III, Rapid (2012) | Polo V |

### Vierzylinder
| Kürzel  | Hubraum  | Aufladung     | Leistung kW (PS)       | Audi                                                   | SEAT                                  | Škoda                                                      | VW |
| ------- | -------- | ------------- | ---------------------- | ------------------------------------------------------ | ------------------------------------- | ---------------------------------------------------------- | --- |
| 1.6 TDI | 1598 cm³ | Turbolader    | 59 (80) bis 88 (120)   | A1 8X, A3 8V, Q2 GA                                    | Leon III, Toledo IV, Ateca, Arona     | Octavia III, Rapid (2012), Superb III, Kamiq, Karoq, Scala | Golf VII, Golf Sportsvan, Jetta VI, Touran II, T-Cross, T-Roc, Passat B8, Polo VI                                                                     |
| 2.0 TDI | 1968 cm³ | Turbolader    | 81 (110) bis 140 (190) | A3 8V, A4 B8, A4 B9, A5 F5, A6 C7, Q2 GA, Q3 8U, Q5 8R | Leon III, Ateca, Alhambra II, Tarraco | Octavia III, Superb III, Kodiaq, Karoq                     | Beetle, Golf VI Cabriolet, Golf VII, Golf Sportsvan, Jetta VI, Tiguan, Tiguan II, Touran II, T-Roc, VW Scirocco III, Sharan II, Passat B8, CC, Arteon |
| 2.0 TDI | 1968 cm³ | Bi-Turbolader | 176 (240)              |                                                        |                                       | Kodiaq RS                                                  | Passat B8, Tiguan II, Arteon |

### Vierzylinder (Nutzfahrzeuge)
| Kürzel  | Hubraum  | Aufladung     | Leistung kW (PS)        | VW-Nutzfahrzeuge            |
| ------- | -------- | ------------- | ----------------------- | --------------------------- |
| 2.0 TDI | 1968 cm³ | Turbolader    | 55 (75) bis 110 (150)   | T6, Caddy, Crafter, MAN TGE |
| 2.0 TDI | 1968 cm³ | Bi-Turbolader | 120 (163) bis 150 (204) | T6, Crafter, MAN TGE        |

## VW-Abgasskandal

### Vorwürfe
Im Zuge der Enthüllungen um den VW-Abgasskandal gaben ein VW-Manager und eine mit den US-Ermittlungen vertraute Person gegenüber der Nachrichtenagentur Reuters an, es seien insgesamt vier Motorentypen von der Softwaremanipulation betroffen, darunter auch die Reihe EA288.
Nachdem die Volkswagen AG noch am 15. Oktober 2015 bestritten hatte, es seien andere Motoren als die der Baureihe EA189 manipuliert worden, gab ein Unternehmenssprecher am 22. Oktober 2015 zu, dass in den USA auch die Baureihe EA288 betroffen sei. Bereits am 18. September 2015 listete das California Air Resources Board in seinem Anschreiben an VW zusätzlich das Modelljahr 2015 der EA288-Baureihe (dort als Gen3 bezeichnet) auf, die mit einer manipulierten Steuersoftware mit Abschalteinrichtung ausgestattet wurde.
Am 22. Oktober 2015 behauptete VW nach internen Untersuchungen, die Motoren nach der Euro-5- (bis 1. September 2015) und Euro-6-Version würden keine unzulässigen Abschalteinrichtungen enthalten.
Im März 2019 wurde bei einem Verfahren am Landgericht Wuppertal bekannt, dass auch in der Baureihe EA 288 standardmäßig eine Abschalteinrichtung (Thermofenster) verbaut ist. Anfang Dezember 2019 durchsuchte die Staatsanwaltschaft Braunschweig Geschäftsräume der Volkswagen AG.
Laut einem Urteil des Landgerichts Duisburg vom 30. Oktober 2018 (Aktenzeichen 1 O 231/18), das im Januar 2020 bekannt wurde, hat die Volkswagen AG bereits im Jahr 2018 während der Hauptverhandlung eindeutig zugegeben, dass bei VW Golf VII mit EA288 eine Abschalteinrichtung und eine Zykluserkennung (diese erkennt, ob das Fahrzeug auf einem Abgas-Prüfstand steht) eingebaut wurden. Nur dadurch habe man die Grenzwerte der EU6-Norm eingehalten, urteilten die Richter. Die Volkswagen AG habe daher vorsätzlich und sittenwidrig gehandelt und müsse dem Einzelkläger den ursprünglichen Kaufpreis ersetzen.
Das Landgericht Regensburg beurteilte am 6. Februar 2020 den Verkauf eines Autos mit EA288-Motor ebenfalls als vorsätzlich sittenwidrige Schädigung.
Am 31. August 2020 urteilte die 13. Zivilkammer des Landgerichts Darmstadt ähnlich.
Am 1. Dezember 2020 berichtete Report Mainz, dass auch im Nachfolgemotor der Baureihe EA 189, im EA 288, eine Abschaltvorrichtung eingebaut ist. Laut Tagesschau vom 4. Dezember 2020 haben 16 Landgerichte den VW-Konzern zur Rücknahme von Fahrzeugen wegen „unerlaubter Abschalteinrichtungen“ verpflichtet.
Am 9. April 2021 entschied erstmals ein Oberlandesgericht über einen EA288, also ein Berufungsgericht (Vorinstanz: LG Halle), dass auch späte EA288 (im Fall: Erstzulassung 4. September 2015) betrügerisch hergestellt und verkauft wurden. Am 1. Juli 2021 urteilte das Landgericht Mannheim mit Verweis auf das OLG-Urteil und ein dort zitiertes internes Dokument von VW, der Käufer eines VW mit EA288-Motor könne Schadenersatz wegen Manipulation beim Abgas-Verhalten verlangen, auch wenn kein Rückruf erfolgte und der Motor vom Kraftfahrtbundesamt zugelassen wurde (6 O 329/20). Die „Rechtsausübungspraxis einer Behörde begründet weder deren Rechtmäßigkeit noch eine Vermutung dafür“, heißt es in dem Urteil.

### Aktueller Stand und Rechtsprechung
Das Bundesministerium für Digitales und Verkehr (BMVI) ist diesen Vorwürfen zum Motor EA288 entgegengetreten, so z. B. in einem Tweet (vom 12. Sept. 2019, 3:04 Uhr): das Kraftfahrt-Bundesamt (KBA) habe „bereits 2016 eigene Messungen, Untersuchungen & Analysen durchgeführt. Unzulässige Abschalteinrichtungen konnten dabei NICHT festgestellt werden.“
Der umfangreiche Bericht der sogenannten KBA-Felduntersuchungen der „Untersuchungskommission Volkswagen“ enthält Testergebnisse (im Labor und auf der Straße) von acht Fahrzeugen mit Motor EA288 (Euro 5 und 6) und stellt fest:
Hinweise, die aktuell laufende Produktion der Fahrzeuge mit Motoren der Baureihe EA 288 (Euro 6) seien ebenfalls von Abgasmanipulationen betroffen, haben sich hierbei auf Grundlage der Überprüfungen als unbegründet erwiesen.
Entsprechend wurden durch das KBA keine Rückrufe oder belastende Bescheide für Fahrzeuge des VAG-Konzerns mit Motor EA288 angeordnet, und zahlreiche amtliche Auskünfte an Gerichte entsprechend beantwortet.
Zahlreiche Landes- und Oberlandesgerichte haben entsprechende Klagen mit Hinweis auf die Auskünfte des KBA abgelehnt, z. B. OLG München (5 U 4525/22, Urteil vom 28. März 2023), OLG Frankfurt a. M. (16 U 164/21, Urteil vom 23. März 2023), OLG Köln (10 U 34/21, Urteil vom 13. Januar 2022).